# حزب التيار الوطني (الأردن)

حزب التيار الوطني حزب أردني. وهو تحالف مجموعة من الأحزاب وشخصيات سياسية أردنية بارزة يهدف إلى تغير الخارطة الحزبية الأردنية التي يسيطر عليها الأخوان المسلمون وتقود هذا التيار مجموعة من كبار السياسيين البارزين المحسوبين على النظام لاسيما رئيس الوزراء الأسبق فايز الطراونة، ورئيس البرلمان السابق عبد الهادي المجالي، وفيه وزراء سابقون أبرزهم عبد الله الجازي وصالح القلاب وكمال ناصر برهم وصالح ارشيدات وعادل الشريدة.
يشار بالذكر إلى أن موجة من الاستقالات أتت على الحزب في شهر فبراير 2011 نتيجة للتفرد بالقرار حسب أعضاء الحزب المستقيلين.